# Lista de universidades federais do Brasil
Esta é uma lista das universidades federais no Brasil dividida por estados e por regiões. As universidades federais brasileiras são instituições de ensino superior financiadas e mantidas pelo Governo do Brasil através do Ministério da Educação.

## Lista
| Região | Região | UF                                                 | Nome                                                      | Sigla     | Orçamento | Discentes de graduação | Discentes de pós-graduação | Fundação |
| ------ | ------ | -------------------------------------------------- | --------------------------------------------------------- | --------- | --------- | ---------------------- | -------------------------- | -------- |
| 1      | CO     | Distrito Federal                                   | Universidade de Brasília                                  | UnB       | 2,018 bi  | 40.662                 |                            | 1962     |
| 2      | CO     | Mato Grosso do Sul                                 | Universidade Federal da Grande Dourados                   | UFGD      |           | 8.000                  |                            | 2005     |
| 3      | CO     | Goiás                                              | Universidade Federal de Goiás                             | UFG       |           | 25.846 (2011)          |                            | 1960     |
| 4      | CO     | Mato Grosso                                        | Universidade Federal de Mato Grosso                       | UFMT      |           | 22.160 (2008)          |                            | 1970     |
| 5      | CO     | Mato Grosso do Sul                                 | Universidade Federal de Mato Grosso do Sul                | UFMS      |           | 13.420                 |                            | 1979     |
| 6      | CO     | Goiás                                              | Universidade Federal de Catalão                           | UFCAT     |           | 3659                   | 833                        | 2018     |
| 7      | CO     | Goiás                                              | Universidade Federal de Jataí                             | UFJ       |           | 4.000                  |                            | 2018     |
| 8      | CO     | Mato Grosso                                        | Universidade Federal de Rondonópolis                      | UFR       |           | 5.082                  |                            | 2018     |
| 9      | NE     | Bahia                                              | Universidade Federal da Bahia                             | UFBA      |           | 27.549                 |                            | 1946     |
| 10     | NE     | Bahia                                              | Universidade Federal do Sul da Bahia                      | UFSB      |           | 1.000                  |                            | 2013     |
| 11     | NE     | Bahia                                              | Universidade Federal do Recôncavo da Bahia                | UFRB      |           | 8.514 (2012)           |                            | 2005     |
| 12     | NE     | Ceará (sede) · Bahia                               | Universidade Federal da Lusofonia Afro-Brasileira         | UNILAB    |           | 4.166                  |                            | 2010     |
| 13     | NE     | Paraíba                                            | Universidade Federal da Paraíba                           | UFPB      |           | 22.238                 |                            | 1955     |
| 14     | NE     | Ceará                                              | Universidade Federal do Cariri                            | UFCA      |           | 3.618                  |                            | 2013     |
| 15     | NE     | Alagoas                                            | Universidade Federal de Alagoas                           | UFAL      |           | 28.471 (2010)          |                            | 1961     |
| 16     | NE     | Paraíba                                            | Universidade Federal de Campina Grande                    | UFCG      |           | 17.800                 |                            | 2002     |
| 17     | NE     | Pernambuco                                         | Universidade Federal de Pernambuco                        | UFPE      |           | 31.424                 |                            | 1946     |
| 18     | NE     | Sergipe                                            | Universidade Federal de Sergipe                           | UFS       |           | 30.000                 |                            | 1968     |
| 19     | NE     | Ceará                                              | Universidade Federal do Ceará                             | UFC       |           | 42.443 (2012)          |                            | 1954     |
| 20     | NE     | Maranhão                                           | Universidade Federal do Maranhão                          | UFMA      |           | 26.500                 |                            | 1966     |
| 21     | NE     | Bahia                                              | Universidade Federal do Oeste da Bahia                    | UFOB      |           |                        |                            | 2013     |
| 22     | NE     | Piauí                                              | Universidade Federal do Piauí                             | UFPI      |           | 15.930                 |                            | 1968     |
| 23     | NE     | Rio Grande do Norte                                | Universidade Federal do Rio Grande do Norte               | UFRN      |           | 36.000                 |                            | 1958     |
| 24     | NE     | Pernambuco (sede) · Bahia · Piauí                  | Universidade Federal do Vale do São Francisco             | UNIVASF   |           | 4.720                  |                            | 2002     |
| 25     | NE     | Pernambuco                                         | Universidade Federal Rural de Pernambuco                  | UFRPE     |           | 12.476 (2016).         |                            | 1947     |
| 26     | NE     | Rio Grande do Norte                                | Universidade Federal Rural do Semi-Árido                  | UFERSA    |           | 8.267 (2016)           |                            | 1968     |
| 27     | N      | Rondônia                                           | Universidade Federal de Rondônia                          | UNIR      |           | 7.614 (2010)           |                            | 1982     |
| 28     | N      | Roraima                                            | Universidade Federal de Roraima                           | UFRR      |           | 4.800                  |                            | 1989     |
| 29     | N      | Acre                                               | Universidade Federal do Acre                              | UFAC      |           |                        |                            | 1970     |
| 30     | N      | Amapá                                              | Universidade Federal do Amapá                             | UNIFAP    |           |                        |                            | 1990     |
| 31     | N      | Amazonas                                           | Universidade Federal do Amazonas                          | UFAM      |           | 30.000                 |                            | 1909     |
| 32     | N      | Pará                                               | Universidade Federal do Oeste do Pará                     | UFOPA     |           | 5.000                  |                            | 2009     |
| 33     | N      | Pará                                               | Universidade Federal do Pará                              | UFPA      |           | 40.000                 |                            | 1957     |
| 34     | N      | Tocantins                                          | Universidade Federal do Tocantins                         | UFT       |           | 10.000                 |                            | 2000     |
| 35     | N      | Pará                                               | Universidade Federal Rural da Amazônia                    | UFRA      |           | 11.000 (2020)          |                            | 2002     |
| 36     | N      | Pará                                               | Universidade Federal do Sul e Sudeste do Pará             | UNIFESSPA |           | 10.070                 |                            | 1971     |
| 37     | SE     | Minas Gerais                                       | Universidade Federal de Alfenas                           | UNIFAL-MG |           | 6.890                  |                            | 1914     |
| 38     | SE     | Minas Gerais                                       | Universidade Federal de Itajubá                           | UNIFEI    |           | 6.333                  |                            | 1913     |
| 39     | SE     | Minas Gerais                                       | Universidade Federal de Juiz de Fora                      | UFJF      |           | 18.868                 |                            | 1960     |
| 40     | SE     | Minas Gerais                                       | Universidade Federal de Lavras                            | UFLA      |           | 16.581                 |                            | 1994     |
| 41     | SE     | Minas Gerais                                       | Universidade Federal de Minas Gerais                      | UFMG      |           | 49.959                 |                            | 1927     |
| 42     | SE     | Minas Gerais                                       | Universidade Federal de Ouro Preto                        | UFOP      |           | 18.174                 |                            | 1969     |
| 43     | SE     | São Paulo                                          | Universidade Federal de São Carlos                        | UFSCar    |           | 24.825 (2016)          |                            | 1968     |
| 44     | SE     | Minas Gerais                                       | Universidade Federal de São João del-Rei                  | UFSJ      |           | 13.979                 |                            | 1953     |
| 45     | SE     | São Paulo                                          | Universidade Federal de São Paulo                         | UNIFESP   |           | 18.143                 |                            | 1994     |
| 46     | SE     | Minas Gerais                                       | Universidade Federal de Uberlândia                        | UFU       |           | 22.453                 |                            | 1957     |
| 47     | SE     | Minas Gerais                                       | Universidade Federal de Viçosa                            | UFV       |           | 20.970                 |                            | 1969     |
| 48     | SE     | São Paulo                                          | Universidade Federal do ABC                               | UFABC     |           | 16.450 (2017)          |                            | 2005     |
| 49     | SE     | Espírito Santo                                     | Universidade Federal do Espírito Santo                    | UFES      |           | 18.590                 |                            | 1954     |
| 50     | SE     | Rio de Janeiro                                     | Universidade Federal do Estado do Rio de Janeiro          | UNIRIO    |           |                        |                            | 1979     |
| 51     | SE     | Rio de Janeiro                                     | Universidade Federal do Rio de Janeiro                    | UFRJ      |           | 39.000 (2015)          |                            | 1920     |
| 52     | SE     | Minas Gerais                                       | Universidade Federal do Triângulo Mineiro                 | UFTM      |           | 5.752                  |                            | 1953     |
| 53     | SE     | Minas Gerais                                       | Universidade Federal dos Vales do Jequitinhonha e Mucuri  | UFVJM     |           | 8.000                  |                            | 1953     |
| 54     | SE     | Rio de Janeiro                                     | Universidade Federal Fluminense                           | UFF       |           | 66.654 (2025)          |                            | 1960     |
| 55     | SE     | Rio de Janeiro                                     | Universidade Federal Rural do Rio de Janeiro              | UFRRJ     |           | 24.000                 | 2.011                      | 1943     |
| 56     | S      | Paraná                                             | Universidade Tecnológica Federal do Paraná                | UTFPR     |           | 31.013                 |                            | 1909     |
| 57     | S      | Santa Catarina (sede) · Paraná · Rio Grande do Sul | Universidade Federal da Fronteira Sul                     | UFFS      |           | 7.723 (2018)           |                            | 2009     |
| 58     | S      | Paraná                                             | Universidade Federal da Integração Latino-Americana       | UNILA     |           | 3.887                  |                            | 2010     |
| 59     | S      | Rio Grande do Sul                                  | Universidade Federal de Ciências da Saúde de Porto Alegre | UFCSPA    |           |                        |                            | 1953     |
| 60     | S      | Rio Grande do Sul                                  | Universidade Federal de Pelotas                           | UFPel     |           | 22.500                 |                            | 1969     |
| 61     | S      | Santa Catarina                                     | Universidade Federal de Santa Catarina                    | UFSC      |           | 26.160 (2022)          | 10.343 (2022)              | 1956     |
| 62     | S      | Rio Grande do Sul                                  | Universidade Federal de Santa Maria                       | UFSM      |           | 28.170                 |                            | 1960     |
| 63     | S      | Rio Grande do Sul                                  | Universidade Federal do Pampa                             | UNIPAMPA  |           | 9.435 (2016)           |                            | 2008     |
| 64     | S      | Paraná                                             | Universidade Federal do Paraná                            | UFPR      |           | 29.853                 |                            | 1912     |
| 65     | S      | Rio Grande do Sul                                  | Universidade Federal do Rio Grande                        | FURG      |           | 11.416 (2012)          |                            | 1969     |
| 66     | S      | Rio Grande do Sul                                  | Universidade Federal do Rio Grande do Sul                 | UFRGS     |           | 26.584                 | 12.682                     | 1895     |
| 67     | NE     | Pernambuco                                         | Universidade Federal do Agreste de Pernambuco             | UFAPE     |           | -                      |                            | 2018     |
| 68     | NE     | Piauí                                              | Universidade Federal do Delta do Parnaíba                 | UFDPar    |           | -                      |                            | 2018     |
| 69     | N      | Tocantins                                          | Universidade Federal do Norte do Tocantins                | UFNT      |           |                        |                            | 2019     |

## Número por unidade federativa
Considerando a localização do campus sede:
- 11 universidades:  Minas Gerais.
- 6 universidades:  Rio Grande do Sul.
- 4 universidades:  Bahia,  Pará,  Paraná,  Pernambuco e  Rio de Janeiro.
- 3 universidades:  Ceará,  Goiás e São Paulo.
- 2 universidades:  Mato Grosso,  Mato Grosso do Sul,  Paraíba,  Piauí,  Rio Grande do Norte,  Santa Catarina e  Tocantins.
- 1 universidade:  Acre,  Alagoas,  Amapá,  Amazonas,  Distrito Federal,  Espírito Santo,  Maranhão,  Rondônia,  Roraima e  Sergipe.

### Universidades pluriestaduais
| Região   | Unidade federativa                                 | Nome                                                                          | Sigla   |
| -------- | -------------------------------------------------- | ----------------------------------------------------------------------------- | ------- |
| Nordeste | Ceará (sede) · Bahia                               | Universidade Federal da Integração Internacional da Lusofonia Afro-Brasileira | UNILAB  |
| Nordeste | Pernambuco (sede) · Bahia · Piauí                  | Universidade Federal do Vale do São Francisco                                 | UNIVASF |
| Sul      | Santa Catarina (sede) · Paraná · Rio Grande do Sul | Universidade Federal da Fronteira Sul                                         | UFFS    |

### Reitores(as) das Universidades federais
Os dirigentes máximos das Universidades federais brasileiras são nomeados pelo Presidente da República mediante Decretos de pessoal (não numerados), publicados no Diário Oficial da União (DOU), para mandatos de quatro anos, podendo haver uma única recondução:
| Nome                                                      | Sigla     | Reitor(a)                                     | Período do mandato atual             | Decreto de nomeação do mandato atual                                                      |
| --------------------------------------------------------- | --------- | --------------------------------------------- | ------------------------------------ | ----------------------------------------------------------------------------------------- |
| Universidade de Brasília                                  | UnB       | Rozana Reigota Naves                          | 21/11/2024 a 20/11/2028              | Decreto de 22/11/2024 (DOU de 22/11/2024, Seção: 2, Página 1)                             |
| Universidade Federal da Grande Dourados                   | UFGD      | Jones Dari Goettert                           | 23/6/2022 a 22/6/2026                | Decreto de 22/6/2022 (DOU de 23/6/2022, Seção: 2, Página: 1)                              |
| Universidade Federal de Goiás                             | UFG       | Angelita Pereira de Lima                      | 11/1/2022 a 10/1/2026 (recondução)   | Decreto de 10/1/2022 (DOU de 11/1/2022, Seção: 2, Página: 1)                              |
| Universidade Federal de Mato Grosso                       | UFMT      | Marluce Aparecida Souza e Silva               | 16/10/2024 a 15/10/2028              | Decreto de 9/10/2024 (DOU de 10/10/2024, Edição 197, Seção 2, Página 1)                   |
| Universidade Federal de Mato Grosso do Sul                | UFMS      | Camila Celeste Brandão Ferreira Ítavo         | 27/10/2024 a 26/10/2028              | Decreto de 28/8/2024 (DOU de 29/8/2024, Edição 167, Seção 2, Página 1)                    |
| Universidade Federal de Catalão                           | UFCAT     | Roselma Lucchese                              | 30/1/2024 a 29/1/2028                | Decreto de 30/1/2024 (DOU de 31/1/2024, Edição 22, Seção 2, Página 1)                     |
| Universidade Federal de Jataí                             | UFJ       | Christiano Peres Coelho                       | 30/1/2024 a 29/1/2028                | Decreto de 30/1/2024 (DOU de 31/1/2024, Edição 22, Seção 2, Página 1)                     |
| Universidade Federal de Rondonópolis                      | UFR       | Analy Castilho Polizel de Souza (pro-tempore) | a partir de 11/12/2019               | Portaria MEC 2.122, de 10/12/2019 (DOU de 11/12/2019, Seção: 2, Página: 19)               |
| Universidade Federal da Bahia                             | UFBA      | Paulo César Miguez de Oliveira                | 15/8/2022 a 14/8/2026                | Decreto de 12/8/2022 (DOU de 12/8/2022, Edição: 153-A, Seção: 2 - Extra A, Página: 1)     |
| Universidade Federal do Sul da Bahia                      | UFSB      | Joana Angélica Guimarães da Luz               | 25/5/2022 a 24/5/2026 (recondução)   | Decreto de 24/5/2022 (DOU de 25/5/2022, Edição: 98, Seção: 2, Página: 1)                  |
| Universidade Federal do Recôncavo da Bahia                | UFRB      | Georgina Gonçalves dos Santos                 | 1/8/2023 a 31/7/2027                 | Edição: 146 \| Seção: 2 \| Página: 1])                                                    |
| Universidade Federal da Lusofonia Afro-Brasileira         | UNILAB    | Roque do Nascimento Albuquerque               | 6/5/2021 a 5/5/2025                  | Decreto de 5/5/2021 (DOU de 6/5/2021, Edição: 84, Seção: 2, Página: 1)                    |
| Universidade Federal da Paraíba                           | UFPB      | Terezinha Domiciano Dantas Martins            | 12/11/2024 a 11/11/2028              | Decreto de 15/10/2024 (DOU de 16/10/2024, Edição 201, Seção 2, Página 1)                  |
| Universidade Federal do Cariri                            | UFCA      | Silvério de Paiva Freitas Júnior              | 4/6/2023 a 3/6/2027                  | Decreto de 1/6/2023 (DOU de 2/6/2023, Edição: 105, Seção: 2, Página: 1)                   |
| Universidade Federal de Alagoas                           | UFAL      | Josealdo Tonholo                              | 30/1/2024 a 29/1/2028                | Decreto de 30/1/2024 (DOU de 31/1/2024, Edição 22, Seção 2, Página 1)                     |
| Universidade Federal de Campina Grande                    | UFCG      | Camilo Allyson Simões de Farias               | 24/2/2025 a 23/2/2029                | Decreto de 14/2/2025 (DOU de 14/2/2025, Edição Suplementar, Seção 2, Página 1)            |
| Universidade Federal de Pernambuco                        | UFPE      | Alfredo Macedo Gomes                          | 14/10/2023 a 13/10/2027 (recondução) | Decreto de 10/10/2023 (DOU de 11/10/2023 \| Edição: 195 \| Seção: 2 \| Página: 1)         |
| Universidade Federal de Sergipe                           | UFS       | André Maurício Conceição de Souza             | 20/3/2025 a 19/3/2029                | Portaria-MEC 222/2025, de 20/3/2025 (DOU de 24/3/2025, Edição 56, Seção 2, Página 31)     |
| Universidade Federal do Ceará                             | UFC       | Custódio Luís Silva de Almeida                | 20/8/2023 a 19/8/2027                | Decreto de 2/8/2023 (DOU de 3/8/2023, Edição: 147, Seção: 2, Página: 1)                   |
| Universidade Federal do Maranhão                          | UFMA      | Fernando Carvalho Silva                       | 12/11/2023 a 11/11/2027              | Decreto de 9/11/2023 (DOU de 10/11/2023, Edição 214, Seção 2, Página 1)                   |
| Universidade Federal do Oeste da Bahia                    | UFOB      | Jacques Antônio de Miranda                    | 19/9/2023 a 18/9/2027                | Edição: 174 \| Seção: 2 \| Página: 1                                                      |
| Universidade Federal do Piauí                             | UFPI      | Nadir do Nascimento Nogueira                  | 21/11/2024 a 20/11/2028              | Decreto de 5/11/2024 (DOU de 6/11/2024, Edição 215, Seção 2, Página 1)                    |
| Universidade Federal do Rio Grande do Norte               | UFRN      | José Daniel Diniz Melo                        | 29/5/2023 a 28/5/2027 (recondução)   | Decreto de 24/5/2023 (DOU de 25/5/2023, Edição: 99, Seção: 2, Página: 1)                  |
| Universidade Federal do Vale do São Francisco             | UNIVASF   | Telio Nobre Leite                             | 6/4/2023 a 5/4/2027                  | Decreto de 5/4/2023 (DOU de 6/4/2023, Edição 67, Seção 2, Página 1)                       |
| Universidade Federal Rural de Pernambuco                  | UFRPE     | Maria José de Sena                            | 16/5/2024 a 15/5/2028                | Decreto de 16/5/2024 (DOU de 17/5/2024, Edição 95, Seção 2, Página 1)                     |
| Universidade Federal Rural do Semi-Árido                  | UFERSA    | Rodrigo Nogueira de Codes                     | 31/8/2024 a 30/8/2028                | Decreto de 7/8/2024 (DOU de 8/8/2024, Edição 152, Seção 2, Página 1)                      |
| Universidade Federal de Rondônia                          | UNIR      | Marília Lima Pimentel Cotinguiba              | 7/3/2024 a 6/3/2028                  | Decreto de 29/2/2024 (DOU de 1/3/2024, Edição 42, Seção 2, Página 1)                      |
| Universidade Federal de Roraima                           | UFRR      | José Geraldo Ticianeli                        | 4/3/2024 a 3/3/2028 (recondução)     | Decreto de 21/2/2024 (DOU de 22/2/2024, Edição 36, Seção 2, Página 1)                     |
| Universidade Federal do Acre                              | UFAC      | Margarida de Aquino Cunha                     | 11/8/2022 a 10/8/2026 (recondução)   | Decreto de 9/8/2022 (DOU de 10/8/2022, Edição: 151, Seção: 2, Página: 1)                  |
| Universidade Federal do Amapá                             | UNIFAP    | Júlio César Sá de Oliveira                    | 24/10/2022 a 23/10/2026 (recondução) | Decreto de 21/10/2022 (DOU de 24/10/2022, Edição: 202, Seção: 2, Página: 1)               |
| Universidade Federal do Amazonas                          | UFAM      | Tanara Lauschner                              | 3/7/2025 a 2/7/2029 (recondução)     | Decreto de 1/7/2025 (DOU de 2/7/2025, Edição 122, Seção 2, Página 1)                      |
| Universidade Federal do Oeste do Pará                     | UFOPA     | Aldenize Ruela Xavier                         | 21/4/2022 a 20/4/2026                | Decreto de 20/4/2022 (DOU de 20/4/2022, Edição: 75-A, Seção: 2 - Extra A, Página: 1)      |
| Universidade Federal do Pará                              | UFPA      | Gilmar Pereira da Silva                       | 15/10/2024 a 14/10/2028              | Decreto de 20/9/2024 (DOU de 23/9/2024, Edição 184, Seção 2, Página 1)                    |
| Universidade Federal do Tocantins                         | UFT       | Luis Eduardo Bovolato                         | 13/9/2021 a 12/9/2025 (recondução)   | Decreto de 10/9/2021 (DOU de 13/9/2021, Edição: 173, Seção: 2, Página: 1)                 |
| Universidade Federal Rural da Amazônia                    | UFRA      | Herdjania Veras de Lima                       | 6/8/2021 a 6/8/2025                  | Decreto de 12/7/2021 (DOU de 13/7/2021, Edição: 130, Seção: 2, Página: 1)                 |
| Universidade Federal do Sul e Sudeste do Pará             | UNIFESSPA | Francisco Ribeiro da Costa                    | 16/9/2024 a 15/9/2028                | Decreto de 16/9/2024 (DOU de 17/9/2024, Edição 180, Seção 2, Página 1)                    |
| Universidade Federal de Alfenas                           | UNIFAL-MG | Sandro Amadeu Cerveira                        | 21/3/2022 a 20/3/2026 (recondução)   | Decreto de 18/3/2022 (DOU de 21/3/2022, Edição: 54, Seção: 2, Página: 1)                  |
| Universidade Federal de Itajubá                           | UNIFEI    | Marcel Fernando da Costa Parentoni            | 20/12/2024 a 19/12/2028              | Decreto de 4/12/2024 (DOU de 5/12/2024. Edição 234, Seção 2, Página 1)                    |
| Universidade Federal de Juiz de Fora                      | UFJF      | Girlene Alves da Silva                        | 7/4/2024 a 6/4/2028                  | Decreto de 1/4/2024 (DOU de 2/4/2024, Edição 63, Seção 2, Página 1)                       |
| Universidade Federal de Lavras                            | UFLA      | José Roberto Soares Scolforo                  | 5/5/2024 a 4/5/2028                  | Decreto de 22/4/2024 (DOU de 23/4/2024, Edição 78, Seção 2, Página 1)                     |
| Universidade Federal de Minas Gerais                      | UFMG      | Sandra Regina Goulart Almeida                 | 18/3/2022 a 17/3/2026 (recondução)   | Decreto de 17/3/2022 (DOU de 18/3/2022, Edição: 53, Seção: 2, Página: 1)                  |
| Universidade Federal de Ouro Preto                        | UFOP      | Luciano Campos da Silva                       | 20/2/2025 a 19/2/2029                | Decreto de 6/2/2025 (DOU de 7/2/2025, Edição 27, Seção 2, Página 1)                       |
| Universidade Federal de São Carlos                        | UFSCar    | Ana Beatriz de Oliveira                       | 16/1/2025 a 15/1/2029                | Decreto de 20/12/2024 (DOU de 23/12/2024, Edição: 246 Seção: 2, Página: 1)                |
| Universidade Federal de São João del-Rei                  | UFSJ      | Marcelo Pereira de Andrade                    | 10/5/2024 a 9/5/2028 (recondução)    | Decreto de 22/4/2024 (DOU de 23/4/2024, Edição 78, Seção 2, Página 1)                     |
| Universidade Federal de São Paulo                         | UNIFESP   | Raiane Patrícia Severino Assumpção            | 6/7/2023 a 5/7/2027 (recondução)     | Decreto de 6/7/2023 (DOU de 07/07/2023 \| Edição: 128 \| Seção: 2 \| Página: 1)           |
| Universidade Federal de Uberlândia                        | UFU       | Carlos Henrique de Carvalho                   | 7/1/2025 a 6/1/2029                  | Decreto de 20/12/2024 (DOU de 23/12/2024, Edição: 246 Seção: 2, Página: 1)                |
| Universidade Federal de Viçosa                            | UFV       | Demetrius David da Silva                      | 27/5/2023 a 26/5/2027 (recondução)   | Decreto de 24/5/2023 (DOU de 25/5/2023, Edição: 99, Seção: 2, Página: 1)                  |
| Universidade Federal do ABC                               | UFABC     | Dácio Roberto Matheus                         | 29/5/2022 a 28/5/2026 (recondução)   | Decreto de 24/5/2022 (DOU de 25/5/2022, Edição: 98, Seção: 2, Página: 1)                  |
| Universidade Federal do Espírito Santo                    | UFES      | Eustáquio Vinicius Ribeiro de Castro          | 24/3/2024 a 23/3/2028                | Decreto de 19/3/2024 (DOU de 20/3/2024, Edição 55, Seção 2, Página 1)                     |
| Universidade Federal do Estado do Rio de Janeiro          | UNIRIO    | José da Costa Filho                           | 21/6/2023 a 20/6/2027                | Decreto de 20/6/2023 (DOU 21/06/2023 \| Edição: 116 \| Seção: 2 \| Página: 1)             |
| Universidade Federal do Rio de Janeiro                    | UFRJ      | Roberto de Andrade Medronho                   | 3/7/2023 a 2/7/2027                  | Decreto de 27/6/2023 (DOU de 28/6/2023, Edição: 121, Seção: 2, Página: 1)                 |
| Universidade Federal do Triângulo Mineiro                 | UFTM      | Marinalva Vieira Barbosa                      | 19/6/2023 a 18/6/2027                | Decreto de 1/6/2023 (DOU de 2/6/2023, Edição: 105, Seção: 2, Página: 1)                   |
| Universidade Federal dos Vales do Jequitinhonha e Mucuri  | UFVJM     | Heron Laiber Bonadiman                        | 11/8/2023 a 10/8/2027                | Decreto de 2/8/2023 (DOU de 3/8/2023, Edição: 147, Seção: 2, Página: 1)                   |
| Universidade Federal Fluminense                           | UFF       | Antonio Claudio Lucas da Nóbrega              | 22/11/2022 a 21/22/2026 (recondução) | Decreto de 22/11/2022 (DOU de 22/11/2022, Edição: 219-A, Seção: 2 - Extra A, Página: 1)   |
| Universidade Federal Rural do Rio de Janeiro              | UFRRJ     | Roberto de Souza Rodrigues                    | 1/4/2025 a 31/3/2029 (recondução)    | Decreto de 17/3/2025 (DOU de 18/3/2025, Edição 52, Seção 2, Página 1)                     |
| Universidade Tecnológica Federal do Paraná                | UTFPR     | Everton Ricardi Lozano da Silva               | 24/9/2024 a 24/9/2028                | Decreto de 20/9/2024 (DOU de 23/9/2024, Edição: 184, Seção: 2, Página: 1)                 |
| Universidade Federal da Fronteira Sul                     | UFFS      | João Alfredo Braida                           | 1/9/2023 a 31/8/2027                 | Decreto de 30/8/2023 (DOU de 31/8/2023, Edição: 167, Seção: 2, Página: 1)                 |
| Universidade Federal da Integração Latino-Americana       | UNILA     | Diana Araujo Pereira                          | 13/6/2023 a 12/6/2027                | Decreto de 13/6/2023 (DOU de 14/6/2023, Edição: 111, Seção: 2, Página: 1)                 |
| Universidade Federal de Ciências da Saúde de Porto Alegre | UFCSPA    | Jenifer Saffi                                 | 20/3/2025 a 19/3/2029                | Decreto de 13/3/2025 (DOU de 14/3/2025, Edição 50, Seção 2, Página 1)                     |
| Universidade Federal de Pelotas                           | UFPel     | Ursula Rosa da Silva                          | 9/1/2025 a 8/1/2029                  | Decreto de 20/12/2024 (DOU de 23/12/2024, Edição: 246 Seção: 2, Página: 1)                |
| Universidade Federal de Santa Catarina                    | UFSC      | Irineu Manoel de Souza                        | 5/7/2022 a 4/7/2026                  | Decreto de 4/7/2022 (DOU de 5/7/2022, Edição: 125, Seção: 2, Página: 1)                   |
| Universidade Federal de Santa Maria                       | UFSM      | Luciano Schuch                                | 24/12/2021 a 23/12/2025 (recondução) | Decreto de 23/12/2021 (DOU de 24/12/2021, Edição: 242, Seção: 2, Página: 1)               |
| Universidade Federal do Pampa                             | UNIPAMPA  | Edward Frederico Castro Pessano               | 19/12/2023 a 18/12/2027              | Decreto de 15/12/2023 (DOU de 18/12/2023, Edição 239, Seção 2, Página 1)                  |
| Universidade Federal do Paraná                            | UFPR      | Marcos Sfair Sunye                            | 17/12/2024 a 16/12/2028              | Decreto de 4/12/2024 (DOU de 5/12/2024, Edição 234, Seção 2, Página 1)                    |
| Universidade Federal do Rio Grande                        | FURG      | Suzane da Rocha Vieira Gonçalves              | 15/1/2025 a 14/1/2029                | Decreto de 4/12/2024 (DOU de 5/12/2024, Edição 234, Seção 2, Página 1)                    |
| Universidade Federal do Rio Grande do Sul                 | UFRGS     | Marcia Cristina Bernardes Barbosa             | 22/9/2024 a 21/09/2028               | Decreto de 17/9/2024 (DOU de 17/9/2024, Seção: 2, Página: 1)                              |
| Universidade Federal do Agreste de Pernambuco             | UFAPE     | Airon Aparecido Silva de Melo                 | 30/1/2024 a 29/1/2028                | Decreto de 30/1/2024 (DOU de 31/1/2024, Edição 22, Seção 2, Página 1)                     |
| Universidade Federal do Delta do Parnaíba                 | UFDPar    | João Paulo Sales Macedo (pro-tempore)         | a partir de 26/1/2023                | Portaria MEC 69, de 26/1/2023 (DOU de 27/01/2023 \| Edição: 20 \| Seção: 2 \| Página: 15) |
| Universidade Federal do Norte do Tocantins                | UFNT      | Airton Sieben (pro-tempore)                   | a partir de 9/7/2020                 | Portaria MEC 577, de 7/7/2020 (DOU de 9/7/2020, Edição: 130, Seção: 2, Página: 18)        |